# Juan Bautista Reig García
Juan Bautista Reig García (Cocentaina, 1828 - Burjassot, 1899) fou un advocat i polític valencià, diputat a les Corts Espanyoles durant la restauració borbònica.

## Biografia
Es llicencià en dret a la Universitat de València i milità en el Partit Moderat, amb el que fou escollit regidor de l'ajuntament de València i diputat per Gandia a la Diputació de València el 1856. El 1857 va fundar amb Antoni Aparisi i Guijarro El Pensamiento de Valencia, de caràcter moderat i neocatòlic i treballà com a advocat del marquès del Campo fins al 1867, cosa que li facilitarà ocupar càrrecs directius a l'empresa encarregada de l'explotació del ferrocarril Almansa-València-Tarragona.
Després de la revolució de 1868 va militar a la Unió Liberal, i quan es produí la restauració borbònica es decantà pel Partit Conservador, amb el que fou nomenat novament diputat provincial el 1875 i diputat pel districte de València a les eleccions generals espanyoles de 1884. Alhora fou director de la Societat Econòmica d'Amics del País de València (1872-1879), degà del Col·legi d'Advocats de València (1874-1875) i president de la Caixa d'Estalvis de València (1884-1887). El seu germà, Fernando Reig García, fou un dels fundadors de Lo Rat Penat.